# 鈴木隆一
鈴木 隆一（すずき りゅういち）は、日本の実業家。AISSY社長からOISSY社長、通称は味博士。
東京都新宿区出身。桐蔭学園高等学校、慶應義塾大学理工学部卒業。同大学院理工学研究科修士課程修了。在学中よりシステム開発の受託などを行いながら慶應義塾大学SFC研究所研究員も兼務。慶應義塾大学共同研究員、慶應義塾大学大学院理工学研究科特任講師を歴任。

## 著書

### 単著
- 味博士のぜったい太らない食べ方 日本文芸社 2012 ISBN 4537210028
- 「味覚力」を鍛えれば病気にならない――味博士トレーニングメソッド 講談社 2013 ISBN 4062727935
- 日本人の味覚は世界一 廣済堂出版 2013 ISBN 4331517756
- 「やせる舌」をつくりなさい 青春出版社 2018 ISBN 441311244X
- ソッコーで人間をダメにするウマさ 悪魔の食べ合わせレシピ 講談社 2021 ISBN 4065227003

### 共著
- 感覚デバイス開発 NTS出版 2014 ISBN 978-4-86469-064-5